# هراوة (سلاح)
الهِرَاوَة (الجمع: هِرَاوَات وهَراوَى، هُرِيّ) أو النَّبُّوت (الجمع: نبابيت) وهي عصا ضخمة ذات رأس مدبّب تستخدم كسلاح، وتعد الهراوة واحدة من بين أبسط أنواع الأسلح. والعصا الغليظة في الأساس عبارة عن عصا قصيرة أو عود مصنوع من الخشب وتستخدم كسلاح منذ عصور ما قبل التاريخ.
وغالبًا ما تكون معظم العصي الغليظة صغيرة بدرجة تكفي لإمكانية تأرجحها في اليد الواحدة على الرغم من وجود أنواع مختلفة تُعرف باستخدامها بكلتا اليدين. وتستخدم أنواع شتى من العصي الثقيلة في الفنون القتالية وغيرها من المجالات المتخصصة بما يشمل هراوة الشرطي. وهناك صولجان العسكرية وهو نوع متطور من أنواع العصي وأكثر تعقيدًا، يُصنع من المعدن ويتميز بوجود رأس مدببة بها نتوءات أو متشعبة ملحق بها مقبض.
وتعرف الإصابات التي تتسبب بها العصا بشكل عام باسم إصابات رضية واضحة المعالم.

## تطبيق القانون
عادة ما تفضل قوات الشرطة، استخدام أسلحة أقل خطرًا كلما كان ذلك ممكنًا، أكثر من استخدام المسدسات والأسلحة البيضاء لفرض النظام العام أو لضبط مخالفي القانون وإيقافهم. وحتى الوقت الحالي يتم إتاحة بدائل مثل مسدسات الصعق الكهربائي ورشاش رذاذ الفلفل الحار.
إلا إنه قد تم تزويد هذه الفئة من الأسلحة الشرطية ببعض أنواع العصي الخشبية والتي يطلق عليها أسماء مختلفة مثل الهراوة أو عصا الشرطي أو العصا القتالية.
وعلى العكس، فقد عرف عن المجرمين قيامهم بتسليح أنفسهم بمجموعة متنوعة من وسائل الضرب المصنعة منزليًا والتي غالبًا يسهل إخفاؤها ويطلق عليها بالعامية الإنجليزية «بلاكجاكس» أو «سابس» أو «كوشيز».
وإضافة إلى ذلك، يقوم الرهبان في شاولين وأعضاء جماعات دينية أخرى في جميع أنحاء العالم باستخدام النبوت أو العصا الطويلة من وقت لآخر كأسلحة دفاعية.

## الأنواع
على الرغم من أن العصا من الممكن أن تكون هي أبسط أنواع الأسلحة، إلا أن لها أنواع شتى، ومنها:
- الأكليز – الأكليز هو عصا تشتمل على سير من الجلد يستخدم بغرض استعادة العصا مرة أخرى باليد بعد ضرب الخصم بها. أما عن أصلها فهو غير معروف.
- مضارب البيسبول وكرة الغولف – غالبًا ما يستخدم مضرب البيسبول كسلاح ارتجالي، يشبه في ذلك كثيرًا مقبض الفأس. وفي البلدان التي لا يشتهر بها لعب البيسبول، فغالبًا أول ما يطرق الفكر بالنسبة لمضارب البيسبول أنها أسلحة (فعلى سبيل المثال، في بولندا تعرّف مضارب البيسبول أو ما شابهها بموجب القانون على أنها أسلحة، وعلى هذا كان حملها أو حيازتها أمرًا غير قانوني[3]). وتستخدم مضارب كرة الغولف بهذه الكيفية. ويؤدي صغر حجم المضارب وخفة وزنها إلى تسهيل حملها بيد واحدة أكثر من مضرب البيسبول.
- النبوت - هو عصا متينة حملها الفلاحون أثناء العصور الوسطى. وتستخدم كعصا للمشي وأيضًا كسلاح للدفاع عن النفس وفي زمن الحرب. وفي نهاية الحرب الأهلية الإنجليزية ظهرت كتائب رجال العصي (Clubmen). ويُعرف النبوت أيضًا باسم الهراوة.
- العتلة- العتلة وهي سلاح ارتجالي يشيع استخدامه على الرغم من صعوبة حمل أنواع كثيرة منه بيد واحدة لضخامة حجمه ولذلك فيجب تصنيف هذه الأسلحة على أنها عصي غليظة.
- المصباح اليدوي - يمكن أن تمثل المصابيح اليدوية المعدنية مثل مصابيح ماجلايت عصي ارتجالية ذات كفاءة عالية جدًا. وعلى الرغم من عدم تصنيفها كسلاح إلا إنه يتم حملها من قِبل حراس الأمن وحافظي النظام في الملاهي والبارات والمدنيين وخاصة في البلدان التي يحظر فيها حمل السلاح.
- بندقية العصا الحربية - هي أخمصات خشبية من الأسلحة النارية ظهرت أثناء الاستعمار الأوروربي للأمريكتين وبحسب ما ورد أنه قد تمت إعادة استخدامها من قِبل الأمم الأولى كأسلحة ارتجالية، بينما زعمت مصادر أخرى أنه تم استخدام العصا كسلاح ارتجالي قبل التواصل الأوروبي وأنها اكتسبت الاصطلاح «بندقية» نظرًا لتشابه شكلها مع البندقية. وبغض النظر عن أهمية البندقية باعتبارها جزءًا رئيسيًا من الأسلحة النارية، إلا إنها تطورت كعصا حربية اشتهرت على يد الهنود الأمريكيين لتصبح بندقية العصا الحربية. وتعد المهارة القتالية في استخدام الحربة فكرة أكثر تطورًا لهذا النوع من العصي الحربية. وحتى دون إلحاق سكين أو نوع من الشفرات، يستخدم هيكل المسدس نفسه في القتال التلاحمي (القتال التلاحمي (CQC)).
- الجوتي - واحد من أكثر الأسلحة تميزًا لدى شرطة الساموراي(dōshin) هو الجوتي. وهو في الأساس عبارة عن قضيب حديدي، وقد شاع استخدام الجوتي نظرًا لقدرته على تفادي ضربات السيف ونزع سلاح المعتد دون وقوع إصابات خطيرة. ويمثل الجوتي بشكل أساسي سلاحًا دفاعيًا رادعًا، ويتطلب طوله من المستخدم القرب الوثيق من هؤلاء المطلوب القبض عليهم. ويتيح الخطاف أو الشوكة وتسمى كاجي، الموجودة على جانب الجوتي بالقرب من المقبض استخدامه للمحاصرة أو حتى لكسر شفرات الأسلحة البيضاء فضلاً عن إمكانية اللكم والضرب. ويمكن استخدام الجوتي لتعقيد ملابس الخصم أو أصابعه. ولهذه الأسباب استخدمت الشرطة الإقطاعية اليابانية الجوتي لنزع سلاح الموقوفين والقبض عليهم دون إراقة الدماء المريعة. وفي نهاية الأمر أصبح الجوتي رمزًا يعبر عن الصفة الرسمية.[4]
- الكانابو (نيويبو، كونسايبو، تتسوبو، أراريبو). – هي أنوع شتى لعصي يابانية ذات أحجام مختلفة خشبية أو حديدية، عادة ما تكون مزودة بنتوءات أو أزرار تكبيس حديدية.[5][6][7][8]
- الكنوبكايري (Knobkierrie)، وتكتب أحيانًا knopkierie أو knobkerry، هي عصا خشبية قصيرة وقوية بعقدة ثقيلة مستديرة الشكل أو رأس على أحد طرفيها كانت يستخدمها عادةً مجموعات وثنية تعيش في جنوبي إفريقيا وتشمل تلك المجوعات، الزولو، كسلاح يستخدم في الحرب والمطاردة. وكلمة كنوبكايري (Knobkierrie) هي كلمة مشتقة من اللغة الهولندية وتعني كلمة knop (دائرة أو زر)، في البوشمن والهوتنتوت وكيري (kerrie) أو كايري (kirri) (عصا) وفي لغة الزولو كان يطلق عليها إيويزا (iwisa). يستخدم السلاح بالاقتراب الوثيق من الخصم أو كالقذيفة بينما يمكن استخدامه في وقت السلم كعصا للمشي. وغالبًا ما تزخرف الرأس أو العقدة برسوم لوجوه أو أشكال تحمل معنى رمزي تكون منحوتة عليها. وتؤدي الكنوبكايري هذه الوظيفة نفسها في أعلى شعار النبالة لجمهورية جنوب إفريقيا. وقد امتد استخدام الاسم ليشمل أسلحة مشابهة تستخدم من قِبل السكان الأصليين في أستراليا وجزر المحيط الهادئ وغيرها من الأماكن.
- حزام النجاة (Life Preserver)، عصا قصيرة غالبًا ثقيلة تستخدم بغرض الدفاع عن النفس. وقد ورد ذكره في أوبرا جيلبرت وسوليفان قراصنة بينزانس وكثير من قصص شرلوك هولمز.[9]
- الصولجان – الصولجان هو عصا معدنية لها رأس ثقيلة على طرفها، صمم بغرض توجيه ضربات متناهية القوة. قد تحتوي أيضًا رأس الصولجان على أزرار تكبيس مثبتة بها. قد يحدث لبس بين الصولجان ونجم الصباح.
- العصا المفلطحة - العصا المفلطحة هي نوع من أنواع العصي القصيرة ذات نصل عريض، وهو (كعب)، والتي عادة ما تكون مصنوعة من يشب النفريت (باوناما أو الحجر الأخضر). والعصا المفلطحة سلاح من أسلحة القتال التلاحمي التي تحمل باليد الواحدة لدى السكان الأصليين في الماروي في نيوزيلاندا. ويعد الاستخدام المصمم للعصا المفلطحة لتوجيه الضربات للأمام من السمات الفريدة في عصا الماروي، حيث في الأماكن الأخرى من العالم تستخدم العصي بشكل عام لتوجيه الضربات بنفس كيفية استخدام الفأس نزولاً لأسفل.
- نولا- نولا (Nulla-nulla) - هي عصا خشبية صلبة بها انحناءة تستخدم كسلاح لأغراض الصيد وتستخدمها القبائل من السكان الأصليين بأستراليا لأغراض القتال.
- أوسلوب (Oslop) - هي عصا روسية بمقبضين ثقيلة جدًا وأحيانًا ما تكون محذية بالحديد، كانت تستخدم كأرخص سلاح مشاة فضلاً عن أنه الأيسر في إتاحته.
- مقبض المعول - مقبض المعول كانت مقابض المعول أدوات مشهورة في الولايات المتحدة في مطلع القرن العشرين، حيث كانت المقابض البديلة تتوفر على نطاق واسع. وكانت تشكل تلك المقابض عصيًا هائلة قوية وثقيلة، وغالبًا ما كانت تستخدم تلك العصي كأسلحة. كانت مقابض المعول توزَّع بواسطة ليستر مادوكس؛ وهو أحد المؤمنين بالتفرقة العنصرية - على الزبائن البيض الذين يرتادون مطعمه «بيكريك» بهدف الحفاظ على المؤسسة من «الإدماج». وفي الجيش البريطاني، تستخدم مقابض المعول أو كانت تستخدم سابقًا بشكل رسمي كهراوات للحراس.
- الرنجو (Rungu) - الرنجو (السواحيلية، جمع مارونجو) هي عصا خشبية للرمي أو هراوة تحمل رمزية ودلالة خاصة في بعض الثقافات القبلية في شرق أفريقيا. وترتبط بشكل خاص بـ الماساي المارونز (ذكور المحاربين) الذين استخدموها عادة في زمن الحرب ولأغراض الصيد.
- سلابجاك - شكل مختلف من بلاكجاك. ويتكون من سير جلدي طويل يمكّن من استخدامه كأداة من نوع المِدراس ويمكن استخدامه كعصا أو في أساليب الحصار كما يُرى في استخدام الننشاكو nunchaku وغيره من الأسلحة المرنة. وأصبح حمل سلاح سلابجاك غير قانوني بالنسبة لضباط شرطة الولايات المتحدة في مطلع الثمانينيات من القرن الماضي.
- قضيب سالي - سالي قضيب هو عصا خشبية نحيفة وطويلة مصنوعة بشكل عام من الصفصاف (باللاتينية Salix)، استخدم بشكل رئيسي سابقًا في أيرلندا كأداة لتطبيق النظام، ولكن كان يستخدم أحيانًا كعصا (دون تقنية المبارزة الخاصة بـ الاقتتال بالعصا) في المعارك والمشاجرات. ويسمى هذا النوع من العصي في اليابان هانبو Hanbō أي نصف عصا، ويطلق عليه في الفنون القتالية الفلبينية (FMA) عصا إيسكريما Eskrima أو أرنيس وغالبًا ما كانت تصنع من الخيزران.
- شيلالي (Shillelagh) - الشيلالي هي عصا خشبية أو نبوت عادة ما يصنع من عصا متينة ذات عقدة كبيرة في طرفها وترتبط بأيرلندا في الفلكلور الشعبي.
- العصا التلسكوبية - هي هراوات صلبة تتميز بإمكانية الانثناء، أي قابلة للامتداد، لتصبح أقصر طولاً لتسهيل حملها وإخفائها. وهي غير قانونية في إنجلترا وغيرها من البلاد. وفي المجر يطلق على هذه الأسلحة «فايبرا» (vipera) أو «فايبر» (vipera) وعلى الرغم من كونها رسميًا غير قانونية، إلا إنه قد ورد أنها تستخدم بطريقة متكررة من قِبل وحدات شرطة الشغب.

## معرض الصور

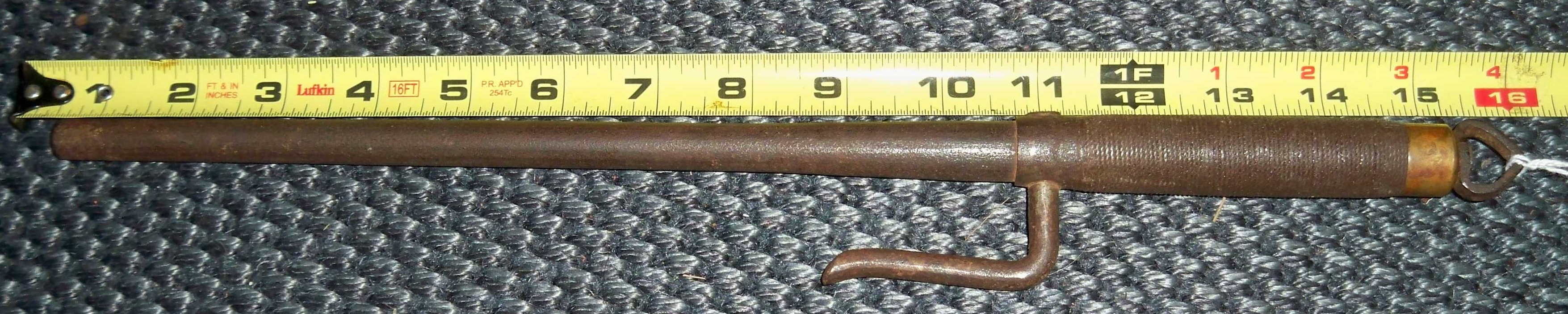
جوتي ياباني ذو عمود حديدي "بوشين" وخطاف حديدي "كاجي"، والمقبض "توسكا" مغلف بحبل وبه طرف حديدي "كان" يدور.
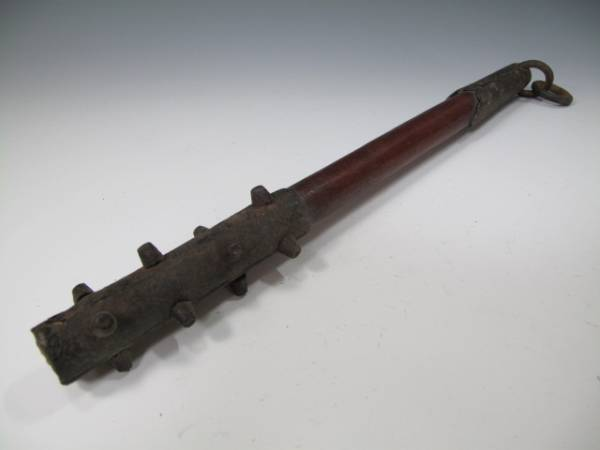
عصا خشبية يابانية عتيقة أراريبو (ararebo)وهي سلاح صغير من نوع كانابو (kanabo).
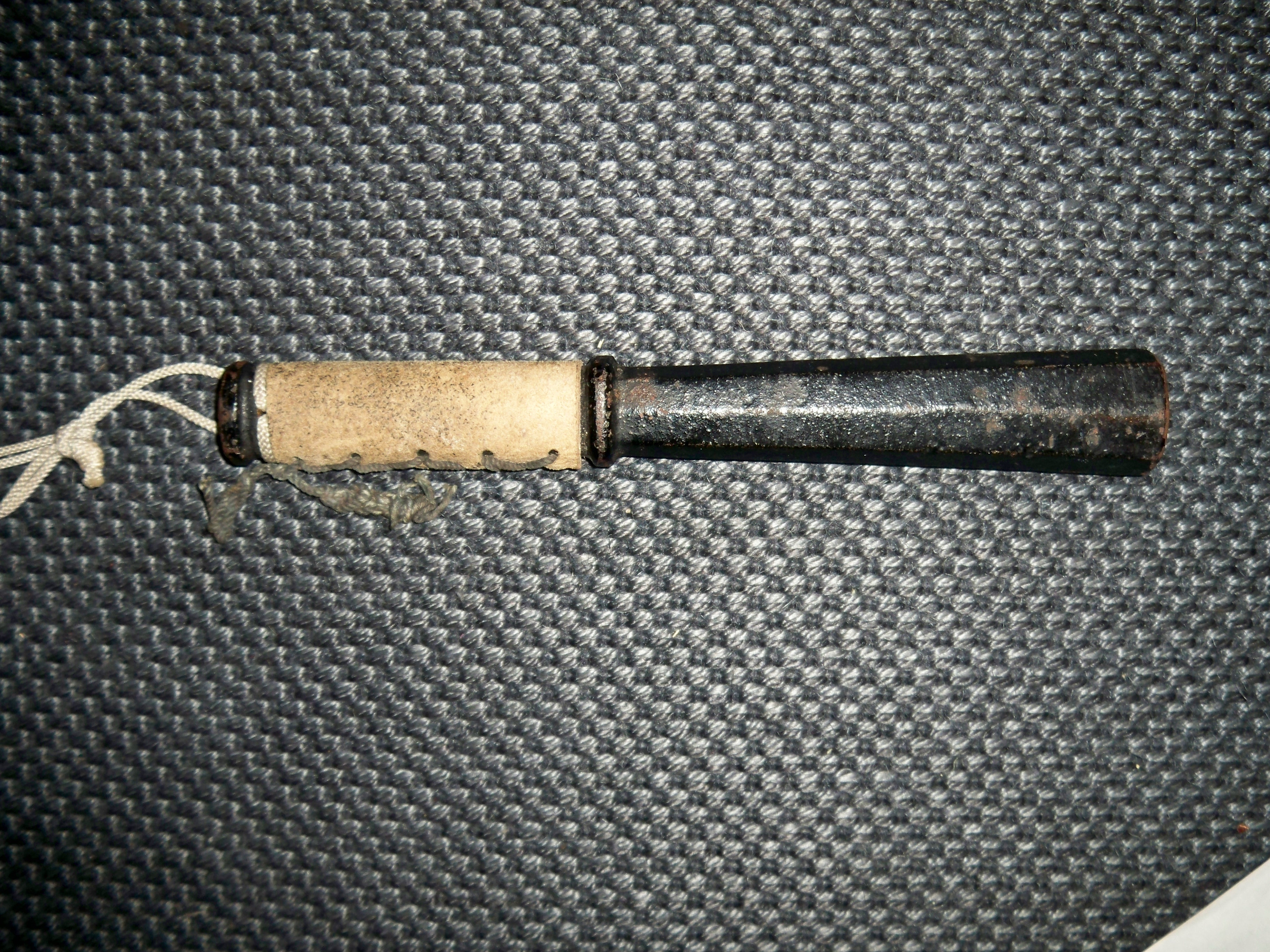
تيتسوبو (Tetsubo) ياباني صغير، وهو عصا حديدية ذات قبضة من الجلد.
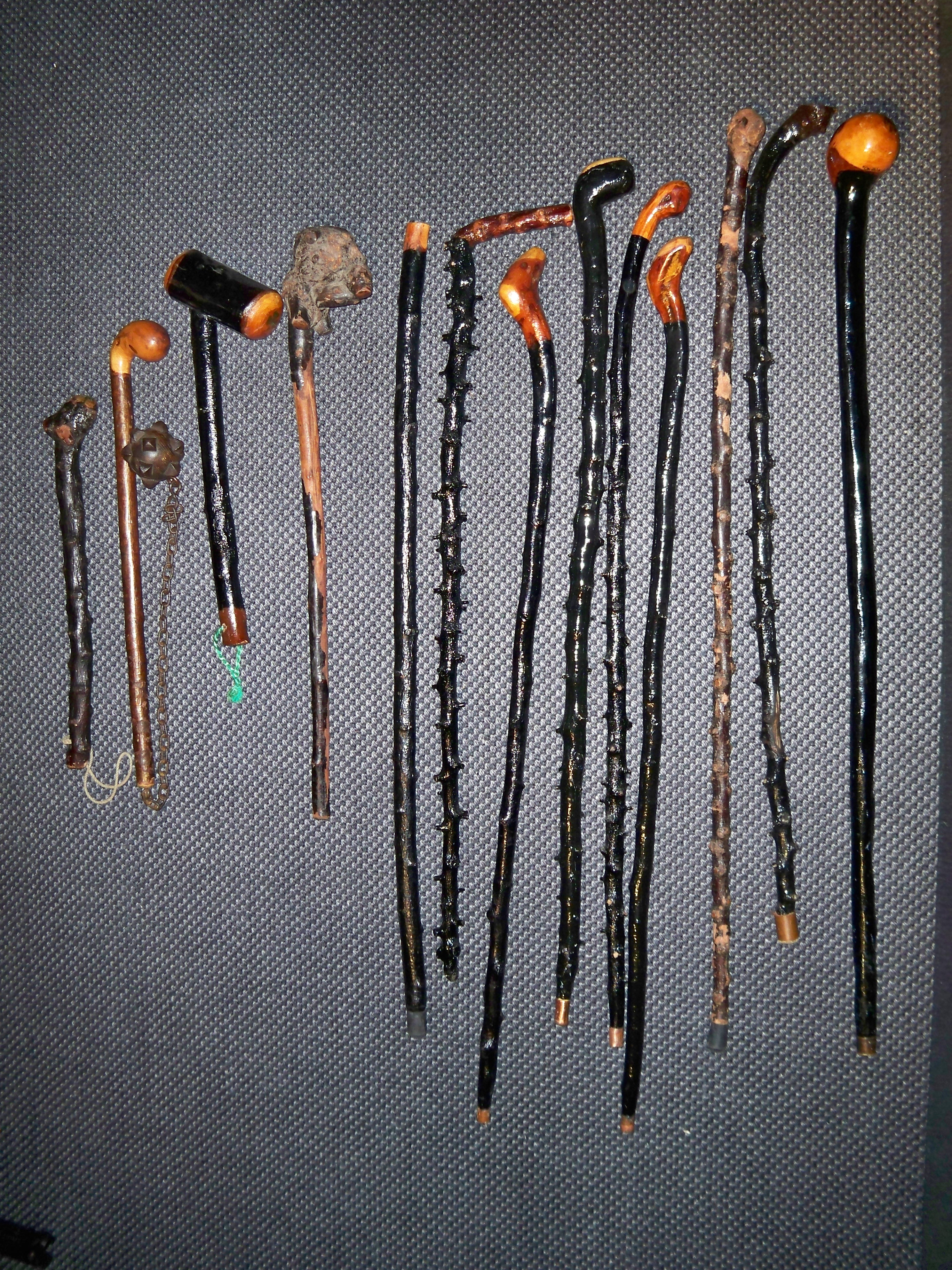
مجموعة متنوعة مصنفة من شيلالي (عصا).

## وصلات خارجية
- تحوي هذه المقالة معلومات مترجمة من الطبعة الحادية عشرة لدائرة المعارف البريطانية لسنة 1911 وهي الآن ضمن الملكية العامة.